# Хлорид иттрия
Хлорид иттрия — бинарное неорганическое соединение, соль металла иттрия и соляной кислоты с формулой YCl3, бесцветные кристаллы, растворимые в воде, образует кристаллогидраты.

## Получение
- Действие хлора на металлический иттрий:

{\displaystyle {\mathsf {2Y+3Cl_{2}\ {\xrightarrow {100-200^{o}C}}\ 2YCl_{3}}}}
- Действие хлора на оксид иттрия в присутствии восстановителя:

{\displaystyle {\mathsf {Y_{2}O_{3}+3Cl_{2}+C\ {\xrightarrow {750-850^{o}C}}\ 2YCl_{3}+3CO}}}
- Реакция соляной кислоты с металлическим иттрием, оксидом, гидроксидом или сульфидом иттрия:

{\displaystyle {\mathsf {2Y+6HCl\ {\xrightarrow {}}\ 2YCl_{3}+3H_{2}}}}
{\displaystyle {\mathsf {Y_{2}O_{3}+6HCl\ {\xrightarrow {}}\ 2YCl_{3}+3H_{2}O}}}
{\displaystyle {\mathsf {Y(OH)_{3}+3HCl\ {\xrightarrow {}}\ YCl_{3}+3H_{2}O}}}
{\displaystyle {\mathsf {Y_{2}S_{3}+6HCl\ {\xrightarrow {}}\ 2YCl_{3}+3H_{2}S\uparrow }}}

## Физические свойства
Хлорид иттрия образует бесцветные кристаллы моноклинной сингонии, пространственная группа C 2/m, параметры ячейки a = 0,692 нм, b = 1,192 нм, c = 0,633 нм, β = 111,0°, Z = 4.
Хорошо растворяется в воде и этаноле. Не растворяется в диэтиловом эфире.
Образует кристаллогидраты состава YCl3•H2O и YCl3•6H2O.

## Химические свойства
- Безводную соль получают сушкой кристаллогидрата в атмосфере сухого хлористого водорода:

{\displaystyle {\mathsf {YCl_{3}\cdot 6H_{2}O\ {\xrightarrow[{-H_{2}O}]{100^{o}C}}\ YCl_{3}\cdot H_{2}O\ {\xrightarrow[{-H_{2}O}]{160^{o}C,HCl}}\ YCl_{3}}}}
- При нагревании кристаллогидрат разлагается:

{\displaystyle {\mathsf {YCl_{3}\cdot 6H_{2}O\ {\xrightarrow {150-270^{o}C}}\ YOCl+2HCl+5H_{2}O}}}
- Реагирует с водой при кипячении:

{\displaystyle {\mathsf {YCl_{3}+2H_{2}O\ {\xrightarrow {100^{o}C}}\ YCl(OH)_{2}+2HCl}}}
- Реагирует с щелочами:

{\displaystyle {\mathsf {YCl_{3}+3NaOH\ {\xrightarrow {}}\ Y(OH)_{3}+3NaCl}}}
- Вступает в обменные реакции:

{\displaystyle {\mathsf {YCl_{3}+HF\ {\xrightarrow {}}\ YF_{3}\downarrow +3HCl}}}
- Иттрий вытесняется из хлорида щелочными металлами:

{\displaystyle {\mathsf {YCl_{3}+3Li\ {\xrightarrow {250-300^{o}C}}\ Y+3LiCl}}}
- С хлоридами некоторых металлов образует комплексные соли:

{\displaystyle {\mathsf {2YCl_{3}+3PtCl_{2}+4H_{2}O\ {\xrightarrow {}}\ 2YCl_{3}\cdot 3PtCl_{2}\cdot 4H_{2}O}}}
{\displaystyle {\mathsf {YCl_{3}+2AuCl_{3}+16H_{2}O\ {\xrightarrow {}}\ YCl_{3}\cdot 2AuCl_{3}\cdot 16H_{2}O}}}
{\displaystyle {\mathsf {YCl_{3}+3HgCl_{2}+9H_{2}O\ {\xrightarrow {}}\ YCl_{3}\cdot 3HgCl_{2}\cdot 9H_{2}O}}}

## Применение
- Используется для очистки иттрия.